# Американский православный вестник

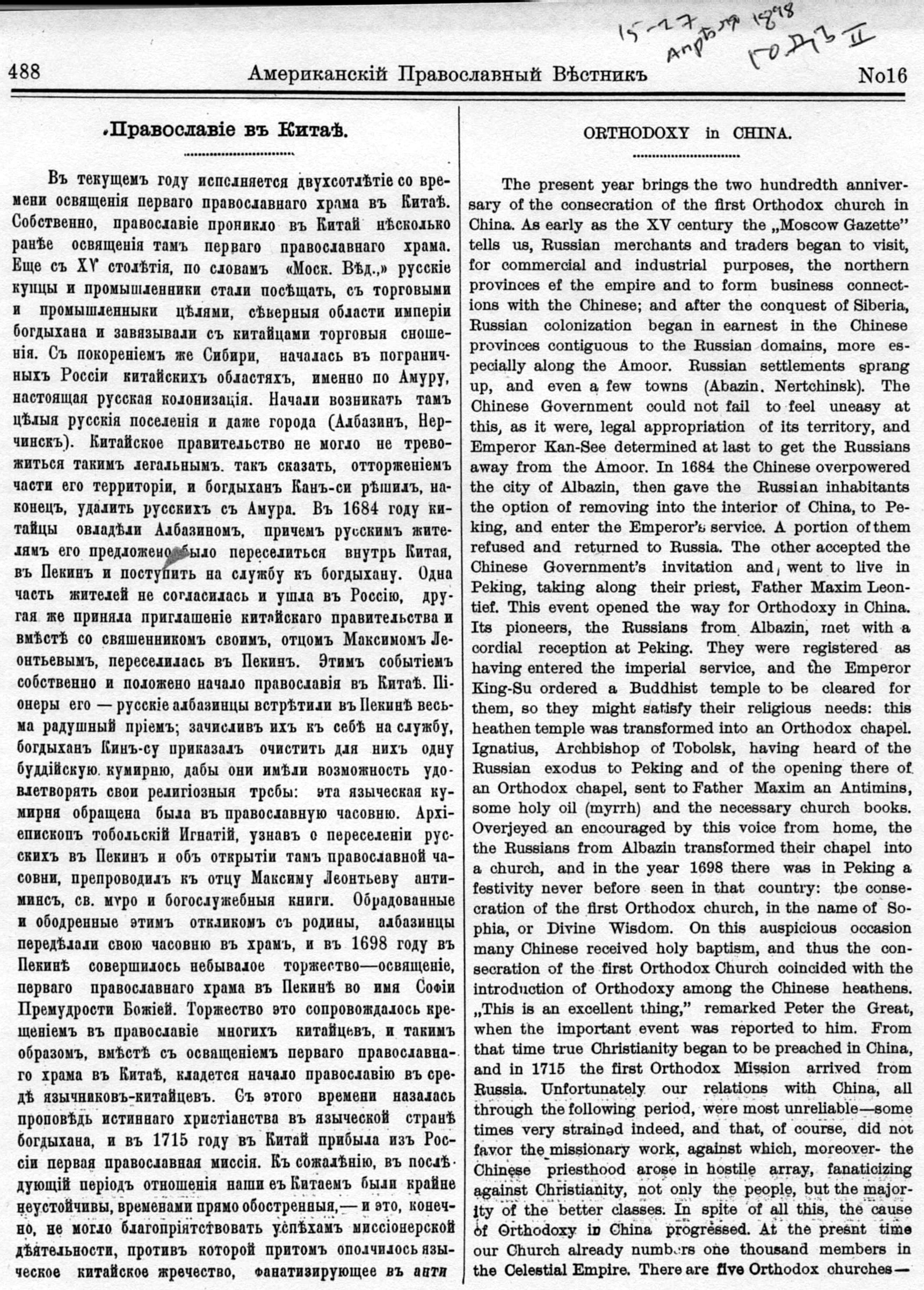
Страница из журнала "Американский Православный Вестник" о православии в Китае, 1898 год, № 16

«Америка́нский правосла́вный ве́стник» — первый периодический православный журнал, с перерывами выходивший в США в период с 1896 по 1973 год. Сыграл большую роль в распространении православия в Северной Америке. Издавался местной епархией Православной Российской Церкви, с 1924 года — Североамериканской митрополией, преобразованной впоследствии в Православную церковь в Америке.
Имел следующие изменения в названии: с сентября 1896 по август 1897 года — «Православный американский вестник», в 1930 и 1936—1973 годах — «Русско-американский православный вестник».
С 1897 года включал тексты на английском языке. С 1902 по сентябрь 1910 года они составляли ежемесячное приложение «Russian Orthodox American Messenger».

## Тематика
В первые два десятилетия своего издания имел миссионерскую направленность. Наряду со статьями по догматическому и сравнительному богословию журнал публиковал материалы по истории православия в Америке, а также информировал о церковном положении в Австро-Венгрии, откуда происходила существенная доля читателей. После революции в России в журнале активно обсуждались церковно-политические вопросы из жизни русского зарубежья.

## Периодичность издания
Издавался в Нью-Йорке (в том числе при Николаевском соборе) с 1896 по июнь 1915 года два раза в месяц, с июля 1915 по 1917 год — еженедельно. После прекращения финансирования из России испытывал затруднения: в 1918 году издание стало ежемесячным, а к концу года прервалось. В 1922—1930 годах вышло несколько номеров журнала. С 1936 года в Куинсе возобновлён ежемесячный выпуск с подзаголовком Официальный орган Митрополичьего округа РПЦ в Америке.

## Главные редакторы и авторы
Журнал основан епископом Николаем (Зиоровым).
Главными редакторами журнала были:
- священномученик Александр Хотовицкий (до 1914 года)
- протоиерей Леонид Туркевич (1915—1917)
- протоиерей Сергий Снегирёв (1918)
- протоиерей Леонид Туркевич (1922—1930)
- протоиерей Феофан Букетов (1936)

Авторами и сотрудниками Вестника были епископ Николай (Зиоров), святой Алексий Товт, епископ Рафаил (Хававини), священник Александр Немоловский, иеромонах Арсений (Чаговцов), священномученик Иоанн Кочуров, священники Венедикт Туркевич и Иоанн Недзельницкий.